# 水阜镇
水阜镇，是中华人民共和国甘肃省兰州市皋兰县下辖的一个乡镇级行政单位。
2014年，甘肃省民政厅批复同意撤销水阜乡，设立水阜镇。

## 行政区划
水阜镇下辖以下地区：
彬草村、涝池村、砂岗村、水阜村、燕儿坪村、长川村和老鹳村。